# Lotus 2-Eleven
De Lotus 2-Eleven is een sportwagen van het Britse merk Lotus. 
Het was de bedoeling van Lotus om een circuitwagen te ontwikkelen die ook geschikt is voor gebruik op de openbare weg. Er werden echter ook specifieke Lotus 2-Eleven modellen gemaakt voor exclusief circuitgebruik; de Lotus 2-Eleven GT4. De GT4 toont kleine verschillen ten opzichte van de straatversie, zoals een gewichtsreductie van 4 kg en een iets langere carrosserie.
Dankzij het ontbreken van een voorruit en een dak is de wagen zeer licht van gewicht. De 2-Eleven weegt slechts 670 kg en wordt aangedreven door de 2ZZ-GE-motor van Toyota, die na modificaties en een compressor een vermogen van 255 pk (188 kW) en 242 Nm koppel produceert. Het relatief lage gewicht in combinatie met het hoge vermogen zorgt ervoor dat de sprint naar 100 km/h slechts 3,8 seconden in beslag neemt. De 2-Eleven concurreert met andere sportwagens zoals de Ariel Atom en Caterham.
De 2-Eleven werd geproduceerd tussen 2007 en 2010; er werden in totaal 280 stuks gemaakt.